# 凱納區
10°12′40″S 76°24′54″W / 10.2112°S 76.4151°W
凱納區（西班牙語：Distrito de Cayna），是秘魯的一個區，位於該國中部瓦努科大區的安博省，始建於1857年1月2日，面積166.1平方公里，海拔高度3,316米，2005年人口4,136，人口密度每平方公里25人。